# В. Г. Зебалд
Винфрид Георг Зебалд (най-често W. G. Sebald) е германски писател и литературовед.

## Биография
Роден е на 18 май 1944 в малкото южнобаварско градче Вертах, Алгой. Той е второто от трите деца на Роза и Георг Зебалд. По-голямата му сестра, Гертруд, е родена в 1941 г., а по-малката, Беате, през 1951 г.
Баща му, син на железничар, роден в Байеришер Валд, учи за шлосер и постъпва през 1929 г. в Райхсвера. Остава войник във Вермахта и се изкачва до званието офицер. До 1947 г. е във френско военнопленничество. От средата на 50-те години до 1971 г. служи в армията, стигайки до чин подполковник. В детските години на Винфрид неговият дядо от майчина страна, жандармерист, е важният мъж вкъщи.
От 1954 г. Зебалд учи в гимназия „Мария Щерн“ в Именщадт, после от 1955 г. реалното училище в Оберстдорф, където през 1963 получава средно образование. По здравословни причини е освободен от военна служба и след две години следване на литературознание завършва през 1965 г. Университета във Фрибур с Licence de lettres.
През същата година емигрира в Англия, където се оженва за приятелката си от късните ученически години Уте. През 1976 г. се нанася с жена си и дъщеря си във викторианска къща (The Old Rectory). През 1968 предава магистърска теза върху Карл Щернхайн. Впоследствие Зебалд работи като лектор в Манчерстърския университет; една година преподава в частното училище интернат в Розенберг и Санкт Гален. От 1979 г. преподава в Университета на Източна Англия в Норич, а през 1973 г. получава докторска титла с дисертация върху Алфред Дьоблин. През 1986 г. се хабилитира в Хамбургския университет с „Описание на нещастието“. През 1988 г. е избран за професор по нова немска литература в Университета на Източна Англия.
Зебалд умира на 14 декември 2001 г. след сърдечен инфаркт при автомобилна катастрофа. Гробът му се намира в близо до Порингланд до Норич, Норфолк.
Зебалд отрича имената си Винфид и Георг. Винфрид е за него едно истинско нацистко име; за неговото семейство, неговите сестри и приятели измисля името Макс. Близко приятелство го свързва с писателя Майкъл Хамбъргър, който превежда много от произведенията на Зебалд на английски.

## Творческо своеобразие
Литературното творчество на Зебалд се появява към края на 80-те години. В Германия той бива забелязан едва в средата на 90-те години, докато в Англия, в САЩ и Франция намира по-късно голяма популярност. Днес Зебалд е един от най-дискутираните немскоезични автори.
Много от текстовете имат меланхоличен тон. В тях е важен въпросът за значението и функцията на спомнянето и паметта. Зебалд се посвещава на травматизирани хора: емигрантите, които подобно на разказвача са напуснали своята родина и се опитват да се ориентират и адаптират в странство. Особена тежест за Зебалд има проблематиката на германско-еврейските отношения. Още като юноша той се възмущава от мълчанието на бащината предходната генерация, а по-късно отправя критиката също и към мълчанието, с което литературата и обществото прескачат разрушените германски градове от бомбардировките на съюзническите държави.
Аргументацията на есетата и критическите трудове на Зебалд не са безспорни. Зебалд се отнася ожесточено към водения през 1993 г. конфликт за моралния интегритет на Алфред Андерзакс по време на Третия райх. До последно Зебалд се застъпва за чуждестранната германистика във Великобритания и за преподаването на немска литература в англосаксонското пространство.

## Творби
След природата (1988) е първото по-значимо художествено произведение на Зебалд. Първите части разказват за художника Матиас Грюневалд и за лекаря и естественик Георг Вилхелм Щелер от Виндесхайм (участници във Втората експедиция в Камчатка); втората трета се развива във Вертах. На фона стоят екзистенциални въпроси за човечеството и за биографията на автора.
В Измама. Чувства (1990) Зебалд се посвещава на тематиката за конфликта с бащата. Въведението образуват биографични скици към Стендал и Кафка.
Емигрантите, четири дълги разказа са разкази от живота на четири лица частично базирани на автентични документи. С Паул Берайтер Зебалд описва учителя си от основното училище в Зонтхофен. На историческия образец Армин Мюлер е било забранено като евреин обучението на германски деца. От фиктивния чичо Амброс Аделварт Зебалд създава иконома на един богат еврейски американец, който умира в умопомрачение, преследван от ужасяващи халюцинации за Първата световна война. Йоханес Нагели, приятелят на протагониста от първия разказ, носи черти на дядото на Зебалд. Историята на Луиза Ланцберг от последната част разказва в литературна форма спомените на родената през 1891 г. Теа Франк-Г.
Книгата Пръстените на Сатурн (1995) е разказ от едно пътуване. Повествователят странства пеш в меланхолично настроение през английското графство Съфолк. Там той се натъква на различни истории от различни епохи.
Във Войната във въздуха и литературата Зебалд упреква германската следвоенна литература, особено членовете на Група 47, че се е провалила както морално, така и естетически при представянето на войната във въздуха.
For Years Now (2001) е сборник с кратки стихотворения на английски език.

## Награди
- 1991: Награда за лирика „Федор Малхов“
- 1994: „Награда на ЛитераТур Норд“
- 1994: „Берлинска литературна награда“
- 1994: Медал „Йоханес Бобровски“
- 1997: „Награда Мьорике“ на град Фелбах
- 1997: Литературна награда „Уингейт“
- 1997: „Награда Хайнрих Бьол“
- 1999: Prix du Meilleur livre étranger (за есеистика) за книгата му Die Ringe des Saturn
- 2000: „Награда Йозеф Брайтбах“
- 2000: „Награда Хайнрих Хайне“ на град Дюселдорф
- 2002: National Book Critic's Circle Award (посмъртно)
- 2002: „Бременска литературна награда (посмъртно)
- 2002: Литературна награда „Уингейт“ (посмъртно)